# Apteka Pod Orłem

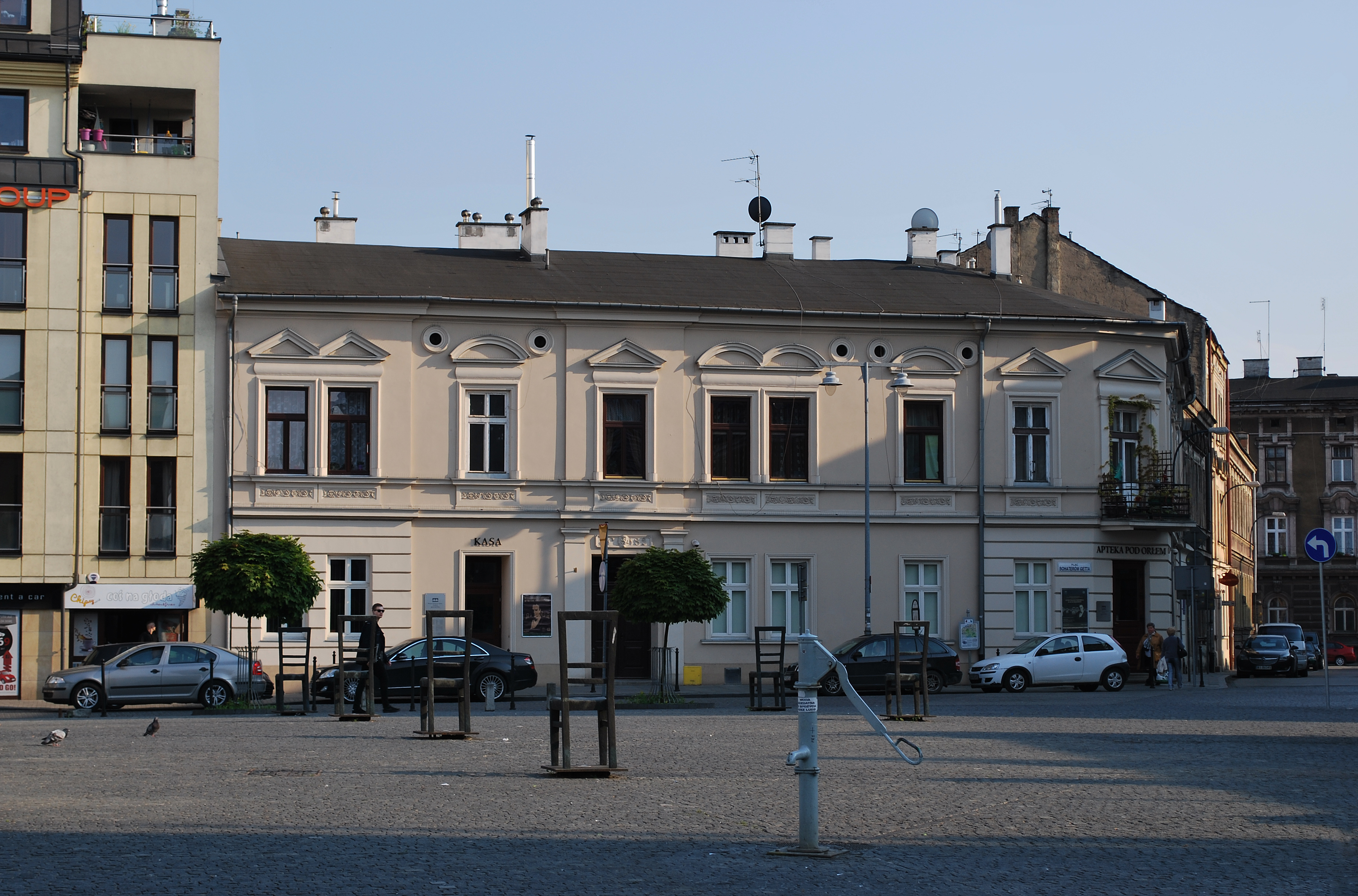
Het gebouw van de Apotheek Onder de Adelaar

Apteka Pod Orłem (Apotheek Onder de Adelaar) was de enige apotheek in het getto van Krakau. 
De apotheek werd opgericht in 1910 door Jozef Pankiewicz. Tijdens de Tweede Wereldoorlog was de eigenaar zijn zoon Tadeusz Pankiewicz, de enige Pool die binnen de grenzen van het getto woonde, van het begin tot het eind van haar bestaan. Tadeusz Pankiewicz was de enige van vier Poolse apothekers in het gebied dat aangewezen werd als getto die weigerde zijn zaak te verplaatsen naar het Arische deel van de stad. Pankiewicz en zijn medewerkers kregen in verband met hun werkzaamheden toestemming om vrij in en uit te reizen. Aldus smokkelden ze voedsel en informatie. De apotheek zorgde voor haarkleurmiddelen om een valse identiteit aan te kunnen nemen en tranquillizers om kinderen tijdens razzia's stil te houden. Daarnaast werden joden die gedeporteerd dreigden te worden in de apotheek verborgen. De apotheek werd een ontmoetingsplaats voor de intelligentsia en een bolwerk van illegale activiteiten. De apotheek komt voor in het boek Apteka w getcie krakowskim (in Nederlandse vertaling: Onder de adelaar: de apotheek in het getto van Krakau, ISBN 9789062081257) van Tadeusz Pankiewicz en de film Schindler's List. Tegenwoordig heet het plein waaraan het gebouw staat Plac Bohaterów Getta (Plein van de Helden van het Getto). Het gebouw is onderdeel van het Historisch Museum van de Stad Krakau.  